# John Dempsey
John Dempsey (Hampstead, 15 marzo 1946 – Londra, 6 novembre 2024) è stato un calciatore irlandese, di ruolo difensore.

## Carriera

### Club
Dopo aver giocato per anni nel Fulham, nel gennaio del 1969 passò al Chelsea: coi Blues vinse la FA Cup nel 1970 e la Coppa delle Coppe UEFA nel 1971, segnando il parziale 1-0 nel 2-1 rifilato al Real Madrid durante la finale del torneo. Nel marzo del 1978 si trasferì in America, dove giocò nella NASL fino al 1980, anno del suo ritiro. Nel 1983 si accordò con gli scozzesi del Falkirk, per i quali assunse il delicato incarico di giocatore-allenatore: alla guida della squadra, Dempsey giocò otto incontri prima di rescindere consensualmente il contratto nel marzo del 1984.

### Nazionale
Esordì con l'Irlanda il 7 dicembre 1966, a Valencia, contro la Spagna (2-0). In seguito giocò anche da capitano, il 27 maggio 1969, contro la Danimarca (2-0), totalizzando 19 presenze e 1 rete tra il 1966 e il 1972.

## Palmarès

### Club

#### Competizioni nazionali
- Coppa d'Inghilterra: 1

Chelsea: 1969-1970

#### Competizioni internazionali
- Coppa delle Coppe: 1

Chelsea: 1970-1971